# Cantone di Sézanne
Il Cantone di Sézanne era una divisione amministrativa dell'arrondissement di Épernay.
È stato soppresso a seguito della riforma complessiva dei cantoni del 2014, che è entrata in vigore con le elezioni dipartimentali del 2015.
Comprendeva i comuni di:
- Allemant
- Barbonne-Fayel
- Broussy-le-Petit
- Broyes
- Chichey
- Fontaine-Denis-Nuisy
- Gaye
- Lachy
- Linthelles
- Linthes
- Mœurs-Verdey
- Mondement-Montgivroux
- Oyes
- Péas
- Pleurs
- Queudes
- Reuves
- Saint-Loup
- Saint-Remy-sous-Broyes
- Saudoy
- Sézanne
- Villeneuve-Saint-Vistre-et-Villevotte
- Vindey